# Tetraceratop
Els tetraceratops (Tetraceratops, gr. ‘cara amb quatre banyes’) és un gènere extint de sinàpsids que visqué a principis del període Permià. Es dubta sobre si és el teràpsid més antic conegut o si és un tipus més primitiu de sinàpsid, un pelicosaure. Cal destacar que la finestra temporal de Tetraceratops s'assembla a la dels biarmosucs i altres teràpsids del Permià-Triàsic. Els Tetraceratops són una mena d'enllaç entre els esfenacodonts i els teràpsids. Presentaven sis banyes, de les quals quatre eren més visibles, d'aquí el seu nom.